# 御塚・権現塚古墳
御塚・権現塚古墳（おんつか・ごんげんづかこふん）とは、福岡県久留米市大善寺に隣接して所在している二つの古墳を合わせた併称である。1931年10月21日に国の史跡となった。

## 御塚古墳
外観は前方部が短く平坦なため、その形状から帆立貝式前方後円墳とも呼ばれるものである。築造時期は5世紀頃と推定されている。弘化5年（1848年）に測量を行った久留米藩の学者矢野一貞の写生図では、3重の堀で囲み直径が130メートル程あったことが分かる。
現在、前方部をめぐる部分は福岡県道23号久留米柳川線が開通したため殆ど原形を留めていない。

## 権現塚古墳
御塚古墳の北隣にある。2重の濠を巡らせた円墳で、外堤の直径は約150メートル、墳丘は径55メートル。外濠は一部埋め立てられた所があり渡ることが出来るが、墳丘は内濠があり渡ることが出来ない。内堤上からは埴輪片や土器などが発見されているが、古墳そのものの築造年代判定資料に乏しく内部構造も不明である。